# 디카이아르코스

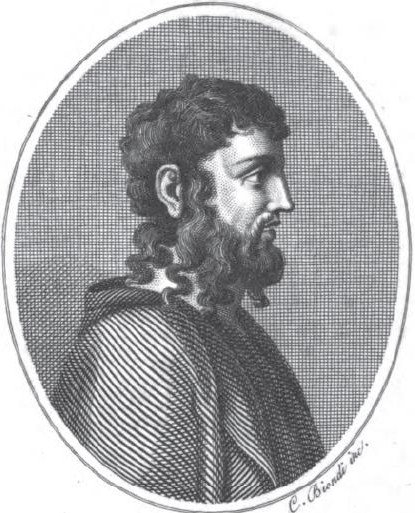
메사나의 디카이아르코스

메사나의 디카이아르코스(Dicaearchus of Messana,  370/350 – 경 post 323 BC경))는 그리스 철학자, 지리학자이자 작가였다. 디카이아르코스는 리케이온에서 아리스토텔레스의 학생이었다. 그의 저작 중 현존하는 것은 극히 적다. 그는 지리학과 그리스 역사에 대해 저술했는데, 그 중 가장 중요한 저작은 그의 그리스 생활이었다. 현대 학자들은 종종 그를 지도학 분야의 선구자로 여기지만, 이는 디카이아르코스의 타불라이에 대한 키케로의 언급을 오해한 데서 비롯된 것으로, 디카이아르코스가 만든 지도를 지칭하는 것이 아니라 회계 장부에 대한 말장난이며 트로포니오스 성소로의 하강을 언급한다. 그는 또한 고대 그리스 시인, 철학, 정치에 대한 책을 저술했다.

## 생애
그는 페이디아스의 아들이며, 시칠리아의 메시나에서 태어났다. 비록 마그나 그라이키아 출신이지만, 그는 생애의 일부를 그리스, 특히 아테네와 펠로폰네소스반도에서 보냈다. 그는 또한 산을 측정하기 위해 여행했다. 그는 아리스토텔레스의 제자이자 아리스토크세노스의 친구였다(키케로의 편지에서 그에게 쓴 편지가 확인된다). 18세기와 19세기 초의 학문은 종종 그를 테오프라스토스의 친구로도 여겼지만, 이는 디카이아르코스의 이름으로 전해지지만 실제로는 칼리폰의 아들 디오니시오스가 쓴 지리 시와 헤라클리데스 크리티코스가 쓴 그리스 산문 페리에게시스에서 발췌한 가짜 그리스 기술에 나오는 테오프라스토스라는 남자에 대한 언급에 기반한 것이다. 디카이아르코스가 언제 사망했는지는 불확실하다. 유일하게 확실한 사후 시점은 알렉산드로스 대왕의 사망(기원전 323년)이다. 플리니에 따르면, 디카이아르코스는 "왕들의 지원을 받아"(cura regum) 산을 측정했다. 대부분의 학자들은 이 왕들을 카산드로스와 프톨레마이오스 1세 소테르로 본다. 이 식별이 옳다면, 이는 디카이아르코스의 활동 시기를 기원전 306년에서 287년 사이로 본다. 그러나 왕들은 또한 필리포스 3세와 알렉산드로스 4세를 지칭할 수도 있는데, 이들은 알렉산드로스 대왕 사망 이후 명목상의 왕이었다. 이 식별이 옳다면, 그의 활동 시기는 기원전 323년에서 317년 사이로 이동한다.

## 저작
디카이아르코스는 고대에 철학자이자 다양한 주제에 대한 가장 광범위하고 박식한 정보를 가진 사람으로 높이 평가되었다. 그의 저작은 후대 작가들의 단편적인 인용을 통해서만 알려져 있다. 그의 저작은 지리적, 정치적, 역사적, 철학적이었지만, 인용된 일부 독립된 저작들이 더 큰 저작의 일부일 수 있고, 많은 제목이 한 번만 증명되기 때문에 정확한 목록을 작성하기는 어렵다. 더욱이 현존하는 단편들은 그들이 한때 속했던 저작에 대한 명확한 개념을 형성하는 데 항상 도움이 되지 않는다. 스트라본에 따르면, 디카이아르코스의 지리적 저작들은 폴리비오스에 의해 여러 면에서 비판받았지만, 스트라본 자신은 디카이아르코스가 서유럽과 북유럽에 대한 무지함을 더 너그럽게 보았는데, 이는 폴리비오스와 달리 디카이아르코스가 이 지역을 방문한 적이 없었기 때문이다.
디카이아르코스는 문화사, 음악, 문학에 대해 저술했다:
- 그리스의 생활 (Βίος Ἑλλάδος) – 3권으로 된 비오스 헬라도스[11]는 디카이아르코스의 가장 유명한 저작이다. 이는 야손의 비오스 헬라도스 (수다에서는 뉘사의 야손으로 식별되지만,[12] 아마도 같은 이름을 가진 다른 역사가일 수 있다[13])와 바로의 데 비타 포풀리 로마니 및 데 겐테 포풀리 로마니에 영향을 주었다. 몇몇 단편들만이 실제로 제목을 인용하고 있지만,[14] 제목을 인용하지 않지만 이 저작에 속할 수 있는 문화사에 대한 많은 단편들이 있다.[15] 디카이아르코스는 분명히 필리포스 2세 통치 시대까지 초기 그리스 민족의 전기(傳記)를 쓰려고 시도했다. 가장 유명한 구절은 바로[16]와 포르피리오스[17]가 인용한 초기 역사에 대한 것으로, 진보의 이중적 관점을 제시한다. 그의 인류학 이론은 헤시오도스의 쇠퇴 전통 요소와 진보주의 이론을 결합했다. 헤시오도스로부터 그는 "황금 종족"의 개념을 채택했는데, 이들은 축복받은 삶을 살았지만 인간이 탐욕스러워져 전쟁으로 이어졌기 때문에 결국 퇴보했다. 이는 초기 인류의 가혹한 삶과 예술의 점진적인 발명과 같은 진보주의적 사상과 결합된다. 그의 재구성에서 디카이아르코스는 세 단계를 구분했다: 인간이 땅에서 자발적으로 자란 열매를 먹고 살았던 황금 종족 시대, 인간이 동물을 길들이고 사냥하기 시작한 목가적 생활, 그리고 농업이 도입된 농경 생활.[18] 디카이아르코스는 또한 "나눔은 숨 막히는 것을 멈춘다"는 속담을 인간이 잉여분을 공정하게 분배하는 방법을 배운 것에 대한 언급으로 설명한 것으로 보인다.[19] 디카이아르코스는 또한 폴리스의 기원을 논했는데, 그는 이를 결혼과 형제자매의 혈연을 통한 가족의 확장으로부터 유래했다고 보았다.[20] 디카이아르코스에 따르면, 이러한 진화의 다양한 단계는 많은 도시에서 시민들이 분류되었던 사회 조직인 파트라에, 프라트리아, 필라이에 반영되었다. 그리스의 생활의 또 다른 주목할 만한 특징은 첫 번째 책이 이집트와 바빌론을 다루었다는 점인데, 아마도 그리스인들의 문화적 선조로서였을 것이다. 그리스의 생활에서 디카이아르코스는 또한 에우리피데스의 메데이아가 무명 비극작가 네오프론의 메데이아 연극을 표절했다고 언급했다.[21]
- 음악 경연대회에 관하여 (Περὶ μουσικῶν ἀγώνων) 및 디오니소스 경연대회에 관하여 (Περὶ Διονυσιακῶν ἀγώνων) – 이 저작들은 그리스 음악과 드라마의 혁신을 다루었다. 디오니소스 경연대회에 관하여에서 디카이아르코스는 아마도 디오니소스제에서 오이디푸스왕으로 경쟁할 때 소포클레스가 비극작가 필로클레스에게 패배했다는 이야기[22]와 아리스토파네스의 개구리가 두 번 공연되었다는 이야기[23]도 다루었을 것이다. 이 저작에서 디카이아르코스는 아마도 세 번째 배우가 소포클레스에 의해 아테네 비극에 도입되었다고도 언급했을 것이다.[24]
- 알카이오스에 관하여 (Περὶ Ἀλκαίου) – 이것은 레스보스 시인 미틸리니의 알카이오스에 대한 모노그래프였다.
- 호메로스와 에우리피데스에 관한 저작 – 플루타르크[25]는 디카이아르코스를 아리스토텔레스와 폰토스의 헤라클리데스와 함께 호메로스와 에우리피데스에 대해 저술한 사람으로 인용한다. 디카이아르코스의 저작들은 아마도 이 시인들에 대한 모노그래프(알카이오스에 관한 저작처럼)이거나 문제문학에 속했을 것이다(아리스토텔레스와 헤라클리데스 폰티쿠스 모두 호메로스 문제에 대한 저작을 썼다).

그의 지리적 저작 중에는 다음이 있다:
- 지구의 일주 (Γῆς περίοδος)[26] – 이 저작은 당시 알려진 세계에 대한 지리적 묘사였다. 디카이아르코스는 사람이 거주하는 세계를 지브롤터 해협을 지나 시칠리아를 거쳐 히말라야산맥까지 이어지는 선으로 나누어 북부와 남부로 구분했다.[27] 그는 이 선상의 여러 지점들 사이의 거리를 계산하려고 시도했다. 지구의 일주에서 디카이아르코스는 또한 유명한 나일강 범람 문제를 다루었다.
- 산 측정[28] – 수다[29]는 이 저작을 펠로폰네소스의 산 측정 (Καταμετρήσεις τῶν ἐν Πελοποννήσῳ ὀρῶν)으로 인용하지만, 다른 단편들은 디카이아르코스가 테살리아[30]와 로도스[31]의 산들도 측정했음을 보여준다. 이 저작은 그의 지구의 일주의 일부였을 수도 있다. 이것은 삼각측량법을 사용하여 다양한 산의 높이를 측정하려는 가장 초기 알려진 시도였으며, 이를 위해 그는 디옵트라 도구를 사용했다. 디카이아르코스의 목표는 산이 사람들이 믿는 것만큼 높지 않으며 따라서 지구의 구형에 영향을 미치지 않는다는 것을 보여주는 것이었다. 그의 많은 결과는 나중에 에라토스테네스에 의해 채택되었다.

정치적 성격의 저작으로는 다음이 있었다:
- 트리폴리티코스 (Τριπολιτικός)[32] – 많은 논쟁의 대상이 되었던 저작이다. 아마도 정치적 대화(키케로가 언급한 "정치적 회의"와 동일시될 수 있다[33]) 또는 연설이었을 것이다. 현존하는 유일한 단편이 스파르타의 공동 식사를 논하기 때문에, 일부 학자들은 이를 스파르타 헌법과 동일시한다. 많은 학자들은 이를 혼합정체에 관한 저작으로 보지만, 이는 포티오스[34]에 언급된 εἶδος δικαιαρχικόν의 오해에 기반한 것이다. δικαιαρχικός라는 단어는 디카이아르코스를 지칭하는 것이 아니라 단순히 "정의로운 정부와 관련된"을 의미한다.[35]
- 헌법 – 디카이아르코스는 스파르타 헌법 (Πολιτεία Σπαρτιατῶν), 펠레네 헌법 (Πελληναίων πολιτεία), 코린토스 헌법 (Κορινθίων πολιτεία) 및 아테네 헌법 (Ἀθηναίων πολιτεία)을 저술했다고 전해진다.[36] 이 저작들의 단편은 남아 있지 않다. 스파르타 헌법은 스파르타의 에포로스 협의회에서 스파르타 청년들이 참석한 가운데 매년 낭독되었다고 한다.[37]

그의 다른 철학 저작 중에는 다음이 있다:
- 영혼에 관하여 (Περὶ ψυχῆς) – 디카이아르코스는 영혼에 관한 두 저작을 썼다: 레스보스 대화록 (Λεσβιακός)과 코린토스 대화록 (Κορινθιακός), 둘 다 3권으로 되어 있다. 제목은 철학적 대화가 설정된 장소, 즉 레스보스섬의 미틸리니와 코린토스를 각각 지칭한다. 이 두 저작의 일반적인 제목은 영혼에 관하여 (Περὶ ψυχῆς)였다. 레스보스 대화록에서 디카이아르코스는 영혼이 죽을 수 있다는 것을 증명하려고 노력했다.[38] 코린토스 대화록에서 디카이아르코스는 영혼이 육체 밖에 존재하지 않는다고 주장했다. 첫 번째 책은 영혼에 대한 학자들의 토론을 제시했다. 다음 두 권에서는 페레크라테스라는 남자가 영혼의 비존재를 주장했다.[39]
- 인간의 파괴에 관하여 (라틴어: De interitu hominum)[40] – 이 저작은 인간 파괴의 원인들을 모아 인간 자신이 가장 큰 위협이라는 결론을 내렸다. "De interitu hominum"이 책 제목인지 단순히 저작의 내용을 설명하는 것인지는 불확실하다.[41]
- 트로포니오스 성소로의 하강 (Εἰς Τροφωνίου κατάβασις)[42] – 여러 권으로 구성된 저작이다. 사치에 관한 저작이었던 것으로 보인다.[43] 제목은 리바디아의 트로포니오스 신탁을 지칭하는데, 신탁을 받으려는 사람들은 동굴로 내려가야 했다. 키케로는 그의 국가론에서 이 저작의 한 부분을 번역했다고 알려준다.[44] 이 저작은 또한 트로포니오스 동굴의 사제들의 퇴폐적이고 방탕한 행위에 대한 설명도 포함했을 수 있다.
- 생명에 관하여 (Περὶ βίων) – 이것은 아마도 올바른 삶의 방식에 대한 철학적 저작이었을 것이다.[45] 제목은 한 번만 증명된다.[46] 철학자들(그리스 7현인, 피타고라스, 플라톤)에 대한 단편들은 일반적으로 이 저작에 귀속되지만, 그리스 생활이나 지구의 일주와 같은 다른 저작에 속할 수도 있다. 특히 흥미로운 것은 피타고라스의 죽음에 대한 단편인데, 디카이아르코스는 이탈리아 남부의 지역 구술 자료에 의존한다고 주장한다.[47]
- 일리움에서의 희생에 관하여 (Περὶ τῆς ἐν Ἰλίῳ ϑυσίας)[48] – 제목은 알렉산드로스 대왕이 다리우스 3세에 대한 원정을 시작할 때 일리움에서 행한 희생을 지칭한다. 그는 사랑하는 헤파이스티온과 함께 트로이에 있는 아킬레우스와 파트로클로스의 무덤에 경의를 표했는데, 아마도 이 두 신화 속 영웅들에게 비춰진 그들의 관계를 선포하기 위함이었을 것이다. 이 저작의 유일하게 남아 있는 단편은 게드로시아 사막을 행군한 후 알렉산드로스가 만원 극장에서 환관 바고아스에게 열정적으로 키스했고, 큰 박수를 받았다는 이야기를 다룬다. 이는 이 저작이 알렉산드로스의 관계를 다루었을 수 있음을 시사하며, 아마도 사랑에 대한 더 일반적인 논의의 일부였을 것이다.[49]

디카이아르코스는 또한 연설문을 썼다:
- 올림피코스 (Ὀλυμπικός),[50] 파나테나이코스 (Παναθηναϊκός)[51] – 이들은 일반적으로 올림픽과 파나텐 축제에서 열린 경연대회에 관한 저작이거나 철학적 대화록으로 간주된다. 그러나 가장 그럴듯한 해석은 연설문이었다는 것이다.[52] 실제로 수다는 디카이아르코스를 웅변가 (ῥήτωρ)라고 명시적으로 부른다.[53]

마지막으로 하나의 가짜 저작과 하나의 불확실한 저작이 있다:
- 그리스 기술 (Ἀναγραφὴ τῆς Ἑλλάδος) – 이 저작은 가짜이다. 비록 디카이아르코스의 이름으로 전해지지만, 실제로는 두 개의 별개 저작에서 발췌한 것이다. 하나는 "테오프라스토스"에게 헌정된 지리적 저작으로, 150행의 이암보스 선으로 구성되어 있다. 처음 23행의 이합체시는 이것이 실제로 "칼리폰의 아들 디오니시오스"의 저작임을 보여준다. 다른 저작은 그리스 도시들에 관하여라는 제목의 산문 페리에게시스이며, 헤라클리데스 크리티코스가 썼다.[54]
- 에우리피데스와 소포클레스의 이야기 요약 (ὑποθέσεις τῶν Εὐριπίδου καὶ Σοφοκλέους μύθων)[55] – 이것은 에우리피데스와 소포클레스 희곡의 줄거리 요약 모음집이었다. 이 요약들 중 다수는 파피루스에 남아 있거나 중세 필사본에서 에우리피데스 희곡의 서문으로 붙여져 있다. 이 저작은 소요학파 디카이아르코스가 썼을 가능성이 낮다. 아마도 잘못 귀속되었거나, 수다에 따르면[56] 사모트라케의 아리스타르코스의 제자였던 라케다이몬의 문헌학자인 디카이아르코스라는 다른 남자의 저작이었을 것이다.[57]

## 더 읽어보기
판본
- Fortenbaugh, W., Schütrumpf, E., (editors) Dicaearchus of Messana: Text, Translation, and Discussion. Transaction Publishers. (2001). ISBN 0-7658-0093-4
- Verhasselt, G. Die Fragmente der Griechischen Historiker Continued. IV. Biography and antiquarian literature, B. History of literature, music, art and culture. Fasc. 9 Dikaiarchos of Messene No. 1400. Leiden; Boston: Brill, 2018. ISBN 9789004357419
- Wehrli, F., Dikaiarchos. Die Schule des Aristoteles. Texte und Kommentar, Hft. 1. Schwabe. 2nd edition (1967)

연구
- Alonso-Núñez, J.M., 'Approaches to world history in the Hellenistic period: Dicaearchus and Agatharchides' Athenaeum 85 (1997) 53–67
- Bodei Giglioni, G., 'Dicearco e la riflessione sul passato' Rivista Storica Italiana 98 (1986) 629–652
- Cooper, C., 'Aristoxenus, Περὶ Βίων and Peripatetic biography' Mouseion 2(3) (2002) 307–339
- Purcell, N., 'The way we used to eat: diet, community, and history at Rome' American Journal of Philology 124 (2003) 329–358
- Verhasselt, G., ᾿Dicaearchus on Alcaeus: A Peripatetic approach to archaic poetry' Rivista di filologia e istruzione classica 144 (2016) 266–299
- Verhasselt, G., 'What were works Περὶ βίων? A study of the extant fragments' Philologus 160 (2016) 59–83